# Pyura stolonifera
Pyura stolonifera är en sjöpungsart som först beskrevs av Heller 1878.  Pyura stolonifera ingår i släktet Pyura och familjen lädermantlade sjöpungar. Inga underarter finns listade i Catalogue of Life.